# 爵士歌手 (1952年電影)
《爵士歌手》（英語：The Jazz Singer）是1952年的美國電影，重拍1927年著名電影《歌場孝子》。導演是麥可·寇蒂斯，主演有丹尼·托马斯、佩姬·李和愛德華·弗朗茲。本片被提名奧斯卡最佳音樂劇配樂獎。

## 演員
- 丹尼·托马斯 飾 Jerry Golding
- 佩姬·李 飾 Judy Lane
- 愛德華·弗朗茲（英语：Eduard Franz） 飾 Cantor David Golding
- 米爾德里德·鄧露克（英语：Mildred Dunnock） 飾 Mrs. Ruth Golding
- Alex Gerry 飾 Uncle Louis
- Allyn Joslyn（英语：Allyn Joslyn） 飾 George Miller
- Tom Tully（英语：Tom Tully） 飾 McGurney

## 外部連結
- 互联网电影数据库（IMDb）上《The Jazz Singer》的资料（英文）
- AllMovie上《The Jazz Singer》的资料（英文）